# Оркестр концертного общества Парижской консерватории
Оркестр концертного общества Парижской консерватории (фр. Orchestre de la Société des concerts du Conservatoire) — симфонический оркестр при Парижской консерватории, существовавший в 1828—1967 гг.
История оркестра началась с концерта 9 мая 1828 года, длившегося более трёх часов; в ходе концерта, в частности, была впервые в Париже исполнена Третья симфония Бетховена («Героическая»). На протяжении полутора столетий оркестр играл значительную роль на французской музыкальной сцене. Среди многочисленных исполненных им премьер, в частности, Фантастическая симфония Гектора Берлиоза (1830) и Симфония Сезара Франка (1889). В 1918 году оркестр предпринял грандиозное американское турне, выступив в 52 городах США. В 1960-е гг. оркестр пережил кризис и был распущен в 1967 г.; преемником этого оркестра стал основанный в том же году Оркестр Парижа.
Очерк истории оркестра написан американским исследователем Керном Холоменом.

## Руководители оркестра
- Франсуа Антуан Абенек (1828—1848)
- Нарсис Жирар (1849—1859)
- Теофиль Тильман (1860—1863)
- Франсуа Жорж Энль (1863—1872)
- Эдуар Дельдеве (1872—1885)
- Жюль Гарсен (1885—1892)
- Поль Таффанель (1892—1901)
- Жорж Марти (1901—1908)
- Андре Мессаже (1908—1919)
- Филипп Гобер (1919—1938)
- Шарль Мюнш (1938—1946)
- Андре Клюитенс (1946—1960)